# برنامج المريخ الخاص بسبيس إكس

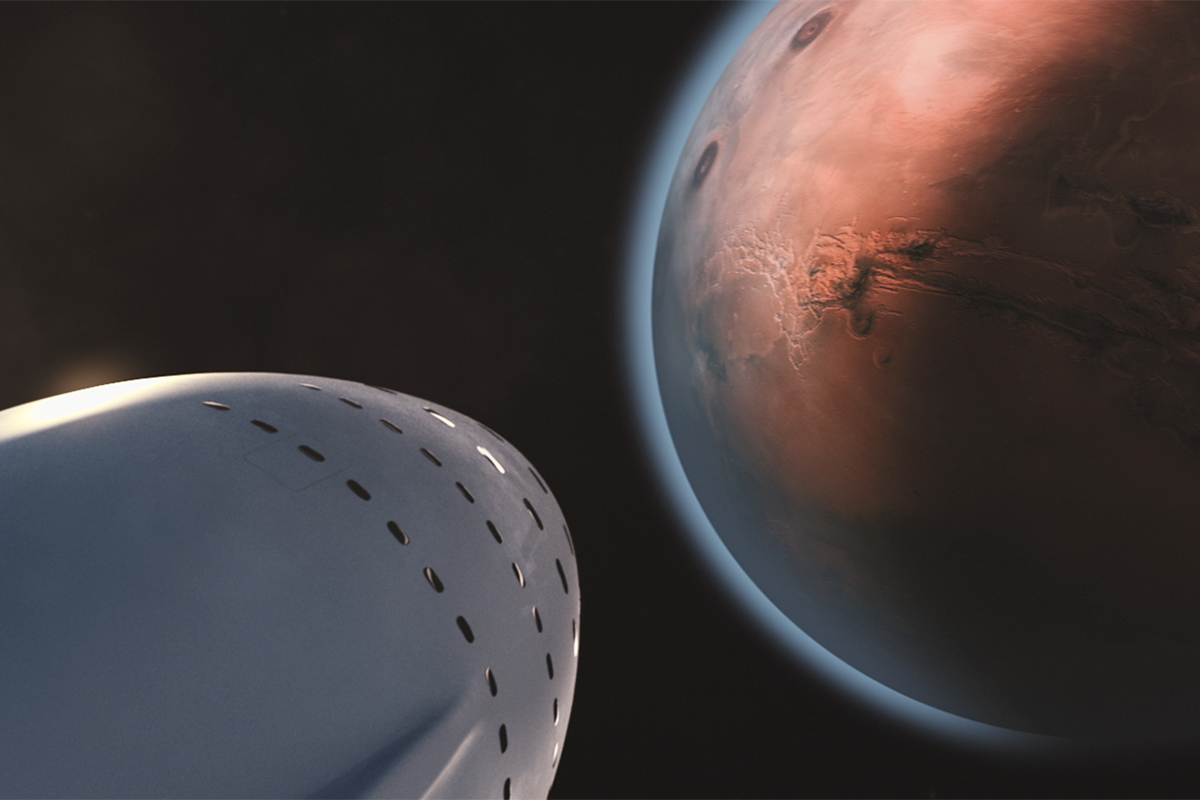
هذه صورة التقطتها سبيس إكس. قمت بإعادة تحميلها من معرض الصور الرسمي لسبيس إكس، والذي تم تمييزه برمز CC0.

برنامج المريخ الخاص بسبيس إكس هو برنامج تطوير بدأه إيلون ماسك وشركة سبيس إكس بهدف تسهيل الاستعمار النهائي للمريخ. يشمل البرنامج مركبات إطلاق قابلة لإعادة الاستخدام بالكامل، ومركبات فضائية مخصصة للبشر، وخزانات وقود مدارية، وحوامل إطلاق وهبوط سريعة، وعملية إنتاج وقود الصواريخ على المريخ عبر استخدام الموارد في الموقع (آي إس آر يو). كان الهدف الطموح لسبيس إكس هو الهبوط بأول شخص على المريخ بحلول عام 2024، ولكن في أكتوبر 2020، حدد إيلون ماسك عام 2024 كموعد لإطلاق مهمة غير مأهولة. في حفل جائزة أكسل سبرينغر عام 2020، قال إيلون ماسك إنه واثق جدًا من أن أول رحلات مأهولة إلى المريخ ستنطلق عام 2026.
أحد العناصر الرئيسي في البرنامج هو مركبة ستارشيب، التي هي مركبة إطلاق ثقيلة قابلة لإعادة الاستخدام بالكامل قيد التطوير منذ عام 2018. لحمل حمولة كبيرة، ستدخل المركبة الفضائية أولًا مدارًا حول الأرض، حيث من المقرر إعادة تزويدها بالوقود قبل سفرها إلى المريخ. بعد الهبوط على المريخ، ستُزود المركبة الفضائية بوقود منتج على المريخ للعودة إلى الأرض. تتراوح كتلة الحمولة المتوقعة لمركبة ستارشيب بين 100 و150 طنًا إلى المريخ.
تنوي سبيس إكس تركيز مواردها على جزء النقل الخاص بمشروع استعمار المريخ، بما في ذلك تصميم محطة وقود تعتمد على عملية ساباتير التي ستُستخدم على المريخ لتصنيع الميثان والأكسجين السائل لاستخدامها كوقود للصواريخ من ثاني أكسيد الكربون الموجود في الغلاف الجوي المريخي وجليد الماء الموجود على السطح. مع ذلك، دعا ماسك منذ عام 2016 إلى مجموعة أكبر من الأهداف لاستعمار المريخ على المدى الطويل. سيشمل أي استعمار ناجح للمريخ في النهاية العديد من العوامل الاقتصادية -سواء كانوا أفرادًا أو شركات أو حكومات- لتسهيل نمو الوجود البشري على المريخ على مدى عدة عقود، أو حتى قرون.

## نظرة تاريخية

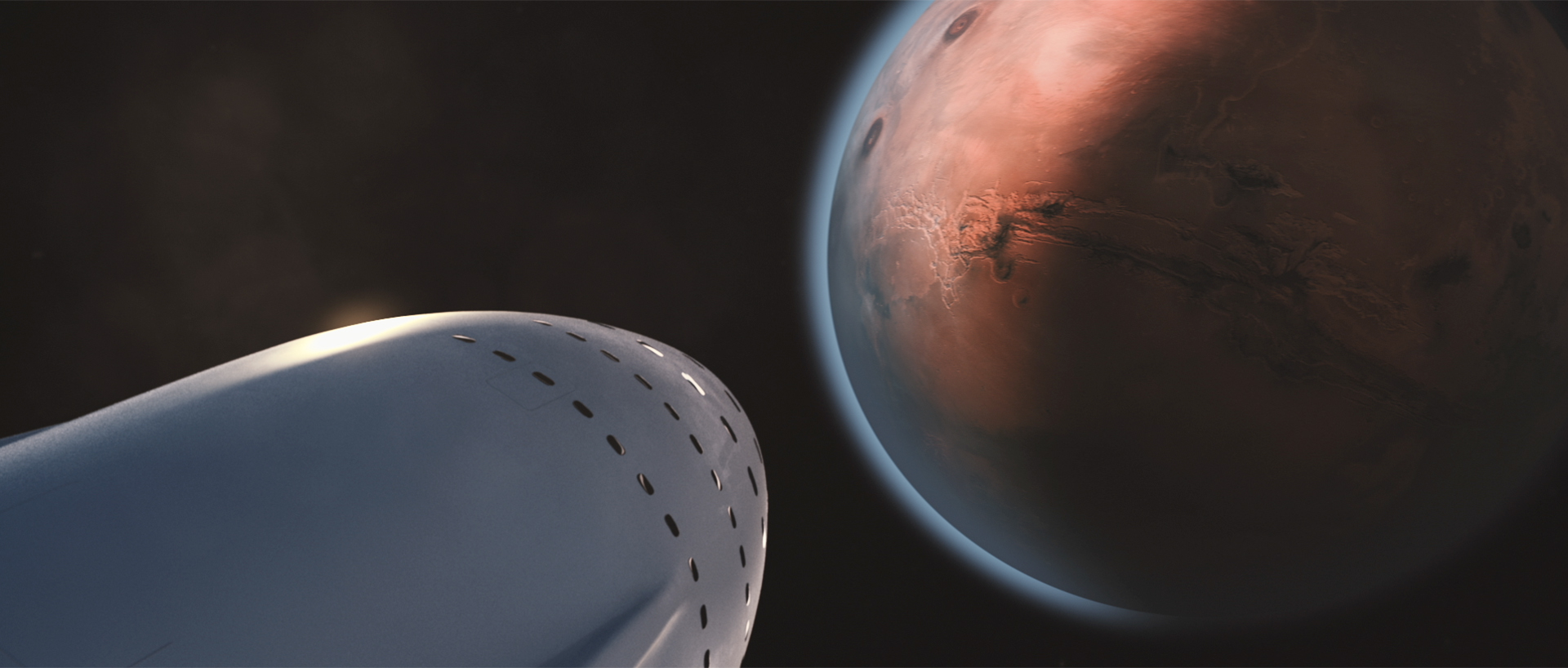
سفينة الفضاء "بين الكواكب" تصل إلى المريخ

في عام 2001، اقترح ماسك مفهوم «واحة المريخ»، الذي هو مشروع لإنزال بيت زجاجي تجريبي مصغر على المريخ يحتوي على بذور مع مادة هلامية مجففة لزراعة النباتات في تربة المريخ، لتكون هذه المهمة أبعد مسافة قطعتها الحياة الأرضية على الإطلاق، وذبك في محاولة لجذب اهتمام العامة باستكشاف الفضاء مرة أخرى وزيادة ميزانية وكالة ناسا. لكن ماسك أدرك أنه حتى مع وجود ميزانية فضائية أكبر بكثير، فإن السفر إلى المريخ سيكون مكلفًا للغاية بدون حدوث تطور هائل في تكنولوجيا الصواريخ. في أكتوبر 2001، سافر ماسك إلى موسكو مع جيم كانتريل (مزود معدات في قطاع الفضاء الجوي)، وأديو ريسي (صديقه المفضل من الجامعة)، لشراء صواريخ باليستية مُجدَّدة عابرة للقارات (دنيبر) يمكنها إرسال الحمولات إلى الفضاء.
في عام 2007، أعلن إيلون ماسك عن هدفه الشخصي المتمثل في تمكين استكشاف البشر واستيطانهم للمريخ في نهاية المطاف، على الرغم من أن اهتمامه الشخصي بالمريخ يعود إلى عام 2001 على الأقل. أُعلِن عن معلومات إضافية حول بنية المهمة بين عامي 2011 و2015، بما في ذلك بيان عام 2014 أُعلن فيه أن المستعمرين الأوائل قد يصلون إلى المريخ في منتصف عشرينات القرن الحادي والعشرين على أقرب تقدير. استمرت خطط الشركة في منتصف عام 2016 في الدعوة إلى وصول البشر الأوائل إلى المريخ في عام 2025 على أقرب تقدير.
صرح ماسك في مقابلة عام 2011 أنه يأمل في إرسال البشر إلى سطح المريخ في غضون 10 إلى 20 عامًا، وفي أواخر عام 2012 صرح بأنه يتصور بناء مستعمرة على المريخ تشمل عشرات الآلاف مع وصول المستعمرين الأوائل في منتصف عشرينات القرن الحادي والعشرين على أقرب تقدير.
بدأت أعمال التطوير قبل عام 2012 عندما بدأت سبيس إكس في تصميم محرك رابتور الذي سيدفع مركبة ستارشيب. يُعتبر تطوير المحرك الصاروخي أحد أطول العمليات الفرعية في تصميم الصواريخ الجديدة.
في أكتوبر 2012، وضع ماسك خطة عالية المستوى لبناء نظام صاروخي ثانٍ قابل لإعادة الاستخدام ذي قدرات تتجاوز بكثير قدرات صاروخي فالكون 9 وفالكون الثقيل اللذان أنفقت سبيس إكس عليهما آنذاك مليارات الدولارات. كان من المفترض أن تمثل هذه المركبة الجديدة «تطورًا لصاروخ فالكون 9 الخاص بسبيس إكس ... أكبر بكثير من فالكون 9». لكن ماسك أشار إلى أن سبيس إكس لن تعلن عنها بشكل رسمي حتى عام 2013. في يونيو 2013، صرح ماسك أنه قرر تأجيل أي عرض عام أولي محتمل لأسهم شركة سبيس إكس في سوق الأوراق المالية إلى ما بعد «انطلاق ناقل استعمار المريخ بشكل منتظم».
في أغسطس 2014، تكهنت مصادر إعلامية بأن اختبار الانطلاق الأولي لناقل استعمار المريخ (إم سي تي) يمكن أن يحدث في عام 2020، بهدف اختبار المحركات بشكل كامل في ظل ظروف الرحلات الفضائية المدارية؛ مع ذلك، لن تنطلق مهمات استعمار المريخ إلا في «المستقبل البعيد».
في يناير 2015، قال ماسك إنه يأمل في الإعلان عن تفاصيل «الهيكل الجديد تمامًا» لنظام استعمار المريخ في أواخر عام 2015. لكن هذه الخطط تغيرت، وبحلول ديسمبر 2015، تأجلت خطة الإعلان عن التفاصيل حتى عام 2016. في يناير 2016، أشار ماسك إلى يخطط للإعلان عن بنية بعثات المريخ مع الجيل التالي من صواريخ سبيس إكس ومركباتها الفضائية في وقت لاحق في عام 2016، في المؤتمر الدولي السابع والستين للملاحة الفضائية، في سبتمبر 2016. صرح ماسك في يونيو 2016 أن أول رحلة غير مأهولة إلى المريخ لنظام إم سي تي ستنطلق في عام 2022، على أن تليها أول رحلة مأهولة في عام 2024. بحلول منتصف سبتمبر 2016، أشار ماسك إلى أن اسم إم سي تي لن يعود مُستخدمًا، لأن النظام سيكون قادرًا على السفر إلى «ما بعد المريخ بكثير»، وستكون هناك حاجة إلى اسم جديد. أصبح الاسم الجديد هو نظام النقل بين الكوكبي (آي تي إس)، لكن الاسم لم يستمر سوى لعام واحد.
في 27 سبتمبر 2016، في الاجتماع السنوي السابع والستين للمؤتمر الدولي للملاحة الفضائية، أعلن ماسك عن تفاصيل مهمة عن تصميم مركبات النقل - بما في ذلك حجمها ومواد بنائها وعدد المحركات ونوعها وقوة الدفع وقدرات الحمولة وعدد الركاب ونظام إعادة تعبئة الوقود المداري وأوقات النقل التمثيلية وغيرها - بالإضافة إلى بعض التفاصيل عن البنية التحتية المريخية والأرضية التي تنوي سبيس إكس بنائها لدعم المهمات. بالإضافة إلى ذلك، دعا ماسك إلى رؤية منهجية أكبر لنظام يشمل هيئات أخرى - سواء كانت شركات أو أفراد أو حكومات - للاستفادة من البنية التحتية الجديدة منخفضة التكلفة لبناء حضارة بشرية مستدامة على المريخ، وعلى العديد من المواقع الأخرى حول النظام الشمسي، من خلال الابتكار وتلبية طلب هذا المشروع المتنامي. في إعلان عام 2016، تضمنت الخطة استخدام تكنولوجيا النظام لدعم المهام الاستكشافية في مواقع أخرى في النظام الشمسي بما في ذلك أقمار المشتري وزحل.
في يوليو 2017، وضعت سبيس إكس خططًا لنظام النقل بين الكوكبي باستخدام مركبة إطلاق ومركبة فضائية أصغر. لقد «تطورت بنية النظام الجديدة قليلًا» منذ صياغة نظام آي تي إس في نوفمبر 2016. الدافع الرئيسي للهيكل الجديد هو جعل النظام الجديد مفيدًا لعمليات الإطلاق إلى المدار الأرضي والقمري حتى يتمكن من إعادة تكاليف إطلاقه، جزئيًا، من خلال الرحلات الفضائية الاقتصادية في الفضاء القريب من الأرض. صُمم صاروخ سوبر هيفي لتحقيق أهداف المريخ بالإضافة إلى إطلاق أقمار صناعية وخدمة محطة الفضاء الدولية ونقل البشر والبضائع إلى القمر وتمكين السفر على الأرض كبديل لرحلات الطيران طويلة المدى.